# Walentin Andreew
Walentin Andreew (bulgarisch Валентин Андреев, engl. Transkription Valentin Andreev; * 19. Januar 2002 in Dobritsch) ist ein bulgarischer Leichtathlet, der sich auf den Hammerwurf spezialisiert hat.

## Sportliche Laufbahn
Erste internationale Erfahrungen sammelte Walentin Andreew im Jahr 2017, als er bei den U18-Balkan-Meisterschaften in Istanbul mit einer Weite von 69,13 m den vierten Platz im Hammerwurf belegte und im Kugelstoßen mit 15,14 m auf Rang acht gelangte. Anschließend gewann er beim Europäischen Olympischen Jugendfestival (EYOF) in Győr mit 69,60 m mit dem leichteren 5-kg-Hammer die Bronzemedaille. Im Jahr darauf wurde er bei den U20-Balkan-Hallenmeisterschaften in Sofia mit 15,23 m Neunter im Kugelstoßen und im Juni gelangte er bei den U18-Balkan-Meisterschaften in Istanbul mit 17,15 m auf Rang vier mit der Kugel und gewann im Hammerwurf mit 83,09 m die Goldmedaille. Kurz darauf gewann er bei den U20-Balkan-Meisterschaften ebendort mit 73,64 m mit dem 6-kg-Hammer die Silbermedaille. Anfang Juli sicherte er sich bei den U18-Europameisterschaften in Győr mit 81,41 m die Silbermedaille im Hammerwurf. Wenige Tage darauf gelangte er bei den U20-Weltmeisterschaften in Tampere mit 68,59 m auf Rang zehn. Im Oktober nahm er an den Olympischen Jugendspielen in Buenos Aires teil und gewann dort die Silbermedaille. 2019 siegte er mit 74,26 m bei den U20-Balkan-Meisterschaften in Cluj-Napoca und kurz darauf siegte er mit 80,90 m bei den U18-Balkan-Meisterschaften in Istanbul. Wenige Tage später belegte er bei den U20-Europameisterschaften in Borås mit 77,15 m und siegte unmittelbar darauf mit 82,72 m beim EYOF in Baku. 2020 sicherte er sich bei den U20-Balkan-Meisterschaften in Istanbul mit 76,24 m die Silbermedaille und auch bei den U20-Balkan-Meisterschaften im Jahr darauf, die ebenfalls in Istanbul stattfanden gewann er mit 76,99 m die Silbermedaille. Anschließend belegte er bei den U20-Europameisterschaften in Tallinn mit 74,47 m den sechsten Platz und gelangte dann bei den U20-Weltmeisterschaften in Nairobi mit 69,42 m auf Rang neun.
2022 belegte er bei den Balkan-Meisterschaften in Craiova mit 69,49 m den achten Platz. Im Jahr darauf wurde er bei der 2. Liga der Team-Europameisterschaft im Zuge der Europaspiele in Chorzów mit 67,42 m Neunter und anschließend gelangte er bei den U23-Europameisterschaften in Espoo mit 70,58 m auf Rang acht. Kurz darauf belegte er bei den Balkan-Meisterschaften in Kraljevo mit 70,59 m den siebten Platz, ehe er bei den World University Games in Chengdu im Finale keinen gültigen Versuch zustande brachte. 2024 gelangte er bei den Balkan-Meisterschaften in Izmir mit 67,29 m auf Rang neun und im Jahr darauf wurde er bei der 2. Liga der Team-Europameisterschaft in Maribor mit 70,95 m Sechster. Anschließend belegte er bei den Balkan-Meisterschaften in Volos mit 69,21 m den achten Platz.
In den Jahren 2020 und von 2023 bis 2025 wurde Andreew bulgarischer Meister im Hammerwurf.